# Georgia államban történt légi közlekedési balesetek listája
A Georgia államban történt légi közlekedési balesetek listája mind a halálos áldozattal járó, mind pedig a kisebb balesetek, meghibásodások miatt történt, gyakran csak az adott légiforgalmi járművet érintő baleseteket is tartalmazza évenkénti bontásban.

## Georgia államban történt légi közlekedési balesetek

### 2018
- 2018. május 2. Port Wentworth közelében lezuhant Puerto Rico Légi Nemzeti Gárdájának Lockheed Martin WC–130H típusú katonai repülőgépe. A tragédiában 9 fő vesztette életét, 4 utas és 5 fő személyzet, akik mindannyian a repülőgépen utaztak.[1][2]